# Oliver Mark
Oliver Mark (Gelsenkirchen, 20 de febrero de 1963) es un fotógrafo y artista alemán conocido principalmente por sus retratos de celebridades internacionales.

## Vida
Oliver Mark descubrió su entusiasmo por la fotografía a los nueve años cuando participó en un concurso de pintura y ganó el primer lugar. Como premio le concedieron un viaje a los Juegos Olímpicos de Munich y, para celebrarlo, su padre le regaló a Oliver su primera cámara. Él se fascino mucho por sus propias imágenes, que se veían tan diferentes de las revistas que había conocido hasta entonces. Después de una formación como fotógrafo, trabajó primero en fotografía de moda, entre otros, en los estudios fotográficos de Burda en Offenburg. Como estudiante invitado, asistió a seminarios sobre cultura visual en la Universidad de las Artes de Berlín a cargo de Katharina Sieverding, conocida por sus fotografías de gran formato. 
Oliver Mark es fotógrafo independiente desde 1991. Tiene dos hijos y actualmente vive en Berlín.

## Obra

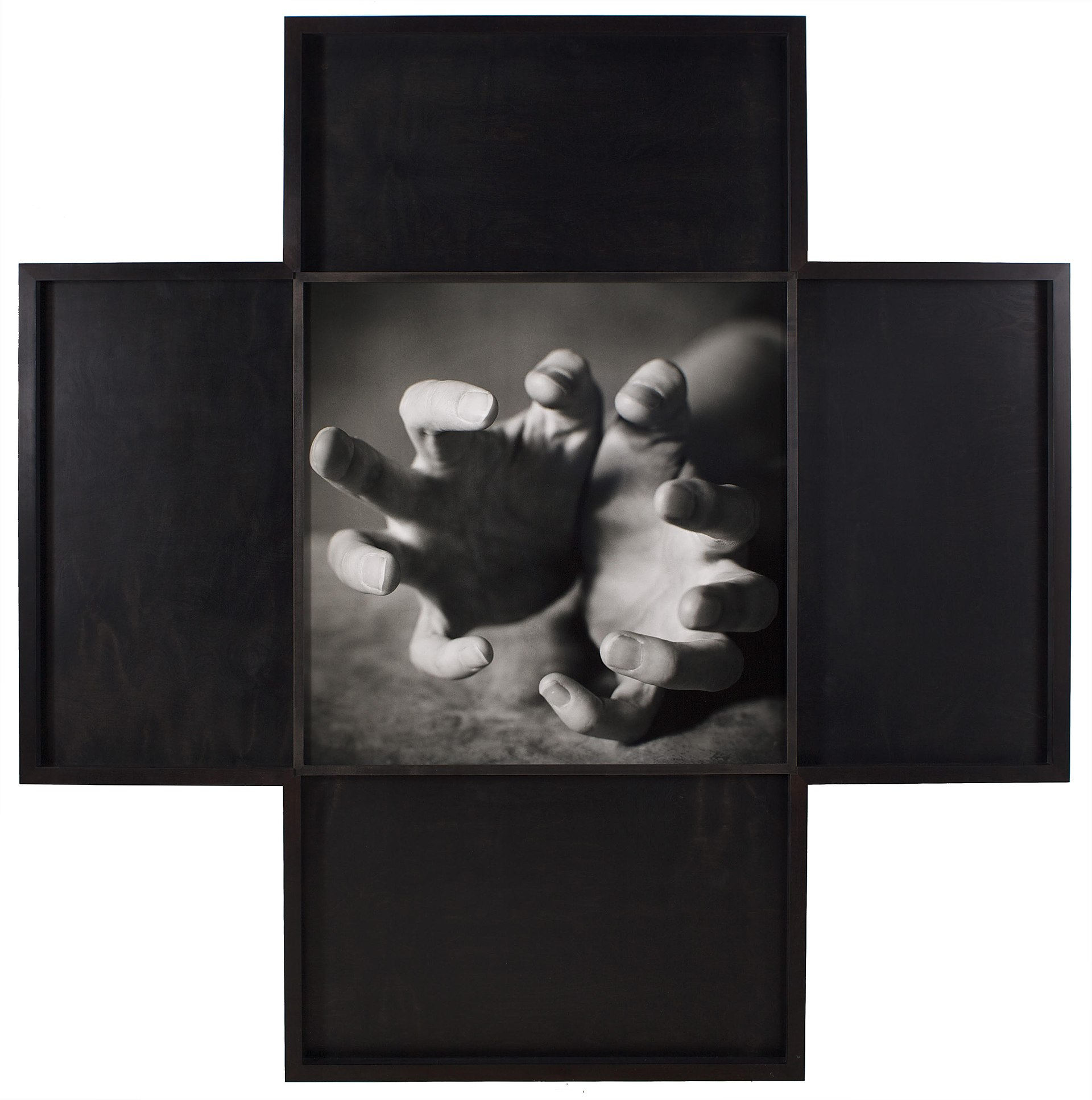
Jenny Holzer, Leipzig 1996. Impresión en gelatina de plata sobre aluminio dibond, 151 × 154 cm

En la década de 1990, Oliver Mark comenzó a fotografiar celebridades y se hizo conocido con retratos de Anthony Hopkins y Jerry Lewis. Otras personas que retrató incluyen personalidades públicamente significativas como Angela Merkel, el Papa Benedicto XVI y Joachim Gauck, pero también estrellas como Ben Kingsley, Cate Blanchett y Tom Hanks. 
Oliver Mark está particularmente interesado en los artistas contemporáneos y su mundo creativo. Él está en contacto cercano con artistas establecidos, pero también con muchos jóvenes, a quienes retrata en su ambiente de trabajo.
Además de la cámara réflex de lente única, trabaja con una vieja Polaroid 680. Con estas imágenes instantáneas, son particularmente visibles la familiaridad y cercanía a lo retratado.

„Sus retratos cuentan historias de extrañamiento, superposición, dispersión, escisión, duplicación, ataduras, empaques, espectáculos y a menudo revelan más de lo previsto, tanto sobre la persona retratada como sobre el fotógrafo. Las instantáneas cuidadosamente puestas en escena apuntan más allá de sí mismas como "imágenes sociales": analizan a las personas, localizan su papel en la sociedad, son su reflejo.

La proximidad concentrada se alterna con escenificaciones casi sobrecargadas de  significado e imágenes intencionalmente casuales.
A lo largo de toda su obra fotográfica, el marco de la imagen es un motivo, un dispositivo estilístico, una fuente de tensión, un límite y un mensaje.Ya sea la naturaleza muerta artística de los marcos vacíos, que con sus superficies negras se refieren al título "No aparece", o la disposición de sus obras con marcos en exuberante dorado barroco, o marcos ovalados antiguos: Esto genera una cercanía asociativa a la pintura maestra antigua, reforzada por el motivo recurrente de las manos o por las citas de Vanitas en la imagen, no se pierde su efecto nobilizante, especialmente cuando se vuelve a romper irónicamente.

Oliver Mark es un buscador de personajes. Dondequiera que encuentre lo que es más consigo mismo, lo más fuerte, lo más denso, una cara se convierte en un semblante que refleja nuestro tiempo. La intimidad del momento golpea al espectador con fuerza y uno está feliz de poder compartir este momento. Así como ocurrió con Louise Bourgeois, a quien Oliver Mark fotografió en Nueva York en 1996 cuando tenía 85 años.“
Carolin Hilker-Möll (Kulturstiftung der Länder)

El ha trabajado, entre otros, para las revistas Architectural Digest, Rolling Stone, Der Spiegel, Süddeutsche Zeitung Magazin, Stern, Time, Vanity Fair, Vogue y Die Zeit.
En 2013, una de sus fotografías recibió un premio en la National Portrait Gallery de Londres. En 2014, Oliver Mark publicó su propia revista llamada Oliver – Nutte Künstler Fotograf. Die ganze Wahrheit über Oliver Mark [Oliver - fotógrafo artista de prostitutas - Toda la verdad sobre Oliver Mark].

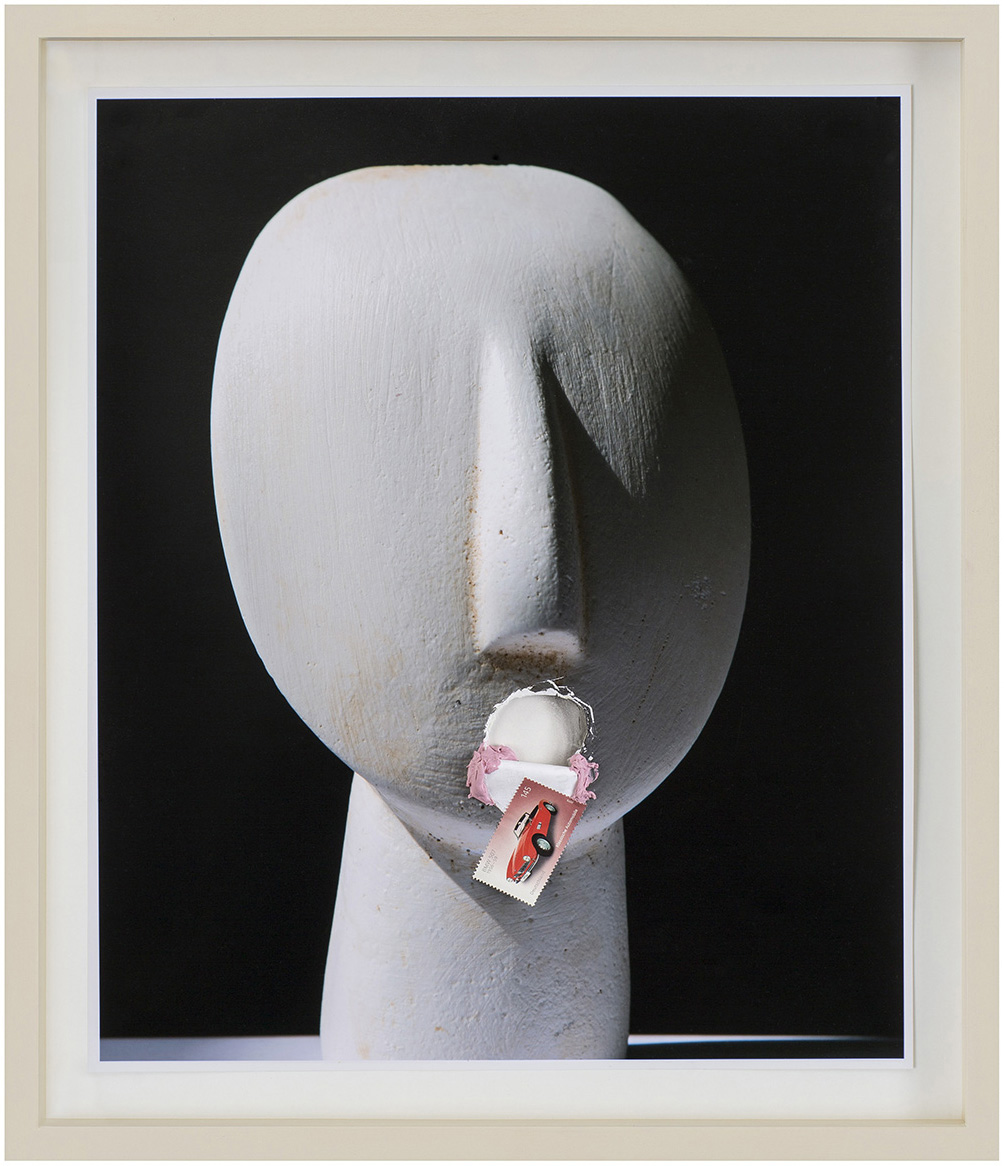
Hoischen / Mark – Briefkopf, 36,5 x 42,5 cm, técnica mixta sobre fotografía en color, 2017

### Colaboraciones
Desde 2017, Oliver Mark ha estado trabajando con el artista Christian Hoischen en una colaboración Hoischen / Mark.
Según Chiara Thies, la colaboración se caracteriza por "crítica y corrección", "hasta que se rompa toda certeza. Solo el chiste ofrece salvación.“ 

### Colecciones
Las imágenes de Oliver Mark se pueden encontrar, entre otras, en las colecciones del Museo Estatal de Liechtenstein, la Colección de Arte Chemnitz, el Museo Bukowina en Suceava, el Instituto Goethe en Dublín, la Colección Würth y colecciones privadas.

## Exposiciones
En la exposición Natura Morta, que se presentó en dos partes en la Gemäldegalerie de la Academia de Bellas Artes de Viena y en el Museo de Historia Natural de Viena 2017, aborda la pregunta de cómo las personas tratan la naturaleza y el medio ambiente, especialmente el mundo animal, pero también la estética y la belleza de la muerte. Las fotografías de naturaleza muerta de Oliver Marks fueron tomadas en la Cámara de evidencia de la Agencia Federal para la Conservación de la Naturaleza en Bonn en 2015. Su idea era fotografiar tallas de marfil, partes protegidas de animales y plantas, trofeos de caza, etc., que fueron confiscados por la aduana, con la iluminación que utilizaban los Maestros antiguos de pintura (luz de día, solo iluminada por una grieta) y con una selección de fondos específicos para generar en el espectador una estimulación para mirar. 
En el Museo de Historia Natural de Viena, las fotografías se colocaron en tres grupos junto con diferentes anim
ales disecados, en el que se aborda la cuestión de la protección de las especies. Oliver Mark presentó sus fotografías en marcos históricos de pinturas antiguas, que seleccionó en subastas y en tiendas de antigüedades. En la Gemäldegalerie de la Academia de Bellas Artes de Viena, esto dio lugar a apasionantes correspondencias entre los géneros de pintura y fotografía, pero también entre naturalezas muertas fotografiadas y pintadas. De la colección de la Gemäldegalerie se mostraron naturalezas muertas y piezas de animales de pintores holandeses como Willem van Aelst, Jan Weenix o el sucesor de Peter Paul Rubens.

### Exposiciones individuales (selección)
- 2021: Museo, Kanya Kage Art Space Berlin
- 2020: Las manos de Jenny Holzer en la Iglesia de San Pedro y San Pablo, Potsdam
- 2019/20: Bukowina Klöster Leben, Iglesia de Santo Tomás de Aquino, Berlin
- 2019/20: Goldene Schuhe [Zapatos dorados] – Fotografías de la colección del Museo nacional de Liechtenstein por Oliver Mark
- 2019: No Show, Villa Dessauer – Museo de la ciudad de Bamberg[12]
- 2019: Bukowina Klöster Leben, Museo Nacional de Liechtenstein, Vaduz[13]
- 2018: Bukowina Klöster Leben, Museo de Bukovina, Suceava[14]
- 2017: Natura Morta - fotografías de Oliver Mark en correspondencia con pinturas de naturalezas muertas de la colección, Academia de Bellas Artes de Viena[15]
- 2017: Natura Morta - fotografías de Oliver Mark, Museo de Historia Natural de Viena[16]
- 2016/17: Natura Morta, Museo Nacional de Liechtenstein, Vaduz[17]
- 2014: Oliver Mark - still...lesen, Goethe-Institut Irland, Dublín
- 2014: Aus den Trümmern kriecht das Leben - retratos de Karl Otto Götz, Kunstsammlungen Chemnitz[18]
- 2014:  Märkische Adlige – eine Bilanz des Neuanfangs, Museo Fürst-Pückler, Cottbus
- 2013/14: Außenseiter und Eingeweihter, Uno Art Space, Stuttgart[19]
- 2013:  Außenseiter und Eingeweihter, pavlov's dog, Berlín[20]
- 2013: Oliver Marks Blick auf Liechtensteins Staatsfeiertag am 15.08.2012, Museo Nacional de Liechtenstein, Vaduz[21]
- 2013: Heimat verpflichtet, bufete de abogados en el distrito del castillo de Lübbenau, Lübbenau
- 2012/13: Heimat verpflichtet, Centro Estatal de Brandenburgo para la Educación Política, Potsdam
- 2012: Shuteye, Galería ° CLAIR, Munich[22][23]
- 2011: Portraits, Nueva asociación de arte de Pfaffenhofen, Pfaffenhofen a. d. ILM[24]
- 2011: 7 Artists and 1 Nude, Galerie Gloria, Berlín[25]
- 2006: Portraits & Stills, Anna Augstein Fine Arts, Berlín[26]
- 2002/03: Portraits, Museo de la fotografía, Mougins
- 2001: Photographien, Galería Imago, Berlín.
- 2000: Portraits und Memorabilien, Galería Grauwert, Hamburgo.
- 1999: Portraits, Galerie 48, Sarrebruck

## Publicaciones

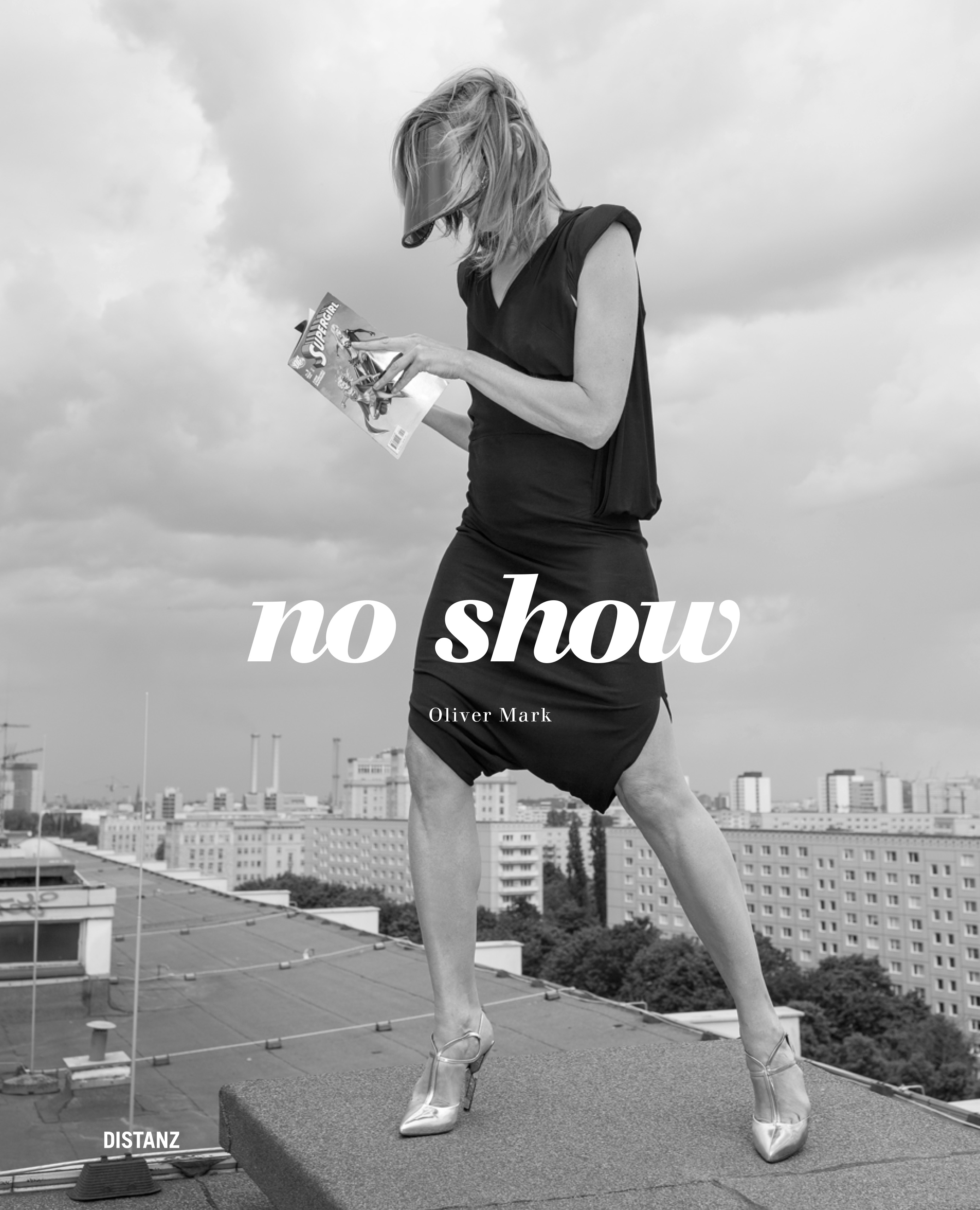
Portada del libro No Show (2019)

- No Show. Distanz editorial, Berlín 2019, ISBN 978-3-95476-281-1. 
Con textos de Carolin Hilker-Möll, Christoph Peters, Georg Maria Roers SJ y Michael Schipper.
- Bukowina Klöster Leben. Editado por Rainer Vollkommer. Editura Karl A. Romstorfer, Suceava 2018, ISBN 978-606-8698-29-8. 
Con textos de Rainer Vollkommer, Constantin-Emil Ursu yTeodor Brădăţanu.
- Natura Morta. Editado por Rainer Vollkommer. Kehrer Verlag, Heidelberg 2016, ISBN 978-3-86828-759-2. 
Con textos de Lorenz Becker, Philipp Demandt, Aurelia Frick, Barbara Hendricks, Christian Koberl, Julia M. Nauhaus, Michael Schipper y Rainer Vollkommer.[27]
- Oliver – Nutte Künstler Fotograf. Toda la verdad sobre Oliver Mark. Grauel Publishing, Berlín 2014.
- Aus den Trümmern kriecht das Leben. b.frank books, Zúrich 2013, ISBN 978-3-906217-00-0. (con poemas de Karl Otto Götz)[28]
- Außenseiter und Eingeweihter. Editado por Achim Heine. Hatje Cantz Verlag, Berlín 2013, ISBN 978-3-7757-3756-2.[29]
- Oliver Marks Blick auf Liechtensteins Staatsfeiertag. Editado por Rainer Vollkommer. Alpenland Verlag, Schaan 2013, ISBN 978-3-905437-34-8.[30]
- Con Martina Schellhorn: Heimat verpflichtet. Märkische Adlige – eine Bilanz nach 20 Jahren. Editado por el Centro Estatal de Brandenburgo para la Educación Política, Potsdam 2012, ISBN 978-3-932502-60-6.[31]
- Portraits. Editado por Achim Heine. Hatje Cantz Verlag, Berlín 2009, ISBN 978-3-7757-2484-5.[32]
- 20 Jahre Kulturstiftung der Länder. Gründer, Mitstreiter, Weggefährten. En: Arsprototo, Berlín 2008. (Fotografías de Oliver Mark)